# 空中大脱走
『空中大脱走』（くうちゅうだいだっそう、en:The Birdmen）は、1971年に放映されたテレビ映画。監督フィリップ・リーコック。出演ダグ・マクルーア、ルネ・オーベルジョノワ。捕虜がコルデコック城からグライダーで脱出する架空の物語である。1971年9月18日にABCで放映された。映画はユニバーサル・スタジオで撮影されいくつかの国では劇場公開された。

## キャスト
| 役名                   | 俳優                     | 日本語吹替                                                            |
| 役名                   | 俳優                     | フジテレビ版                                                          |
| ---------------------- | ------------------------ | --------------------------------------------------------------------- |
| ハリー少佐             | ダグ・マクルーア         | 田中信夫                                                              |
| ブレヴィック           | ルネ・オーベルジョノワ   | 山田康雄                                                              |
| モーガン大佐           | チャック・コナーズ       | 納谷悟朗                                                              |
| シラー大佐             | リチャード・ベイスハート | 大木民夫                                                              |
| フィッツジェラルド中尉 | トム・スケリット         | 仲村秀生                                                              |
| フォーカス             | ドン・ナイト             | 細井重之                                                              |
| デイヴィス             | ポール・コスロ           | 市川治                                                                |
| 不明 その他            |                          | 寺島幹夫 木原正二郎 森功至 原田一夫 上田敏也 嶋俊介 水鳥鉄夫 平林尚三 |
|                        |                          |                                                                       |
| 演出                   | 演出                     | 山田悦司                                                              |
| 翻訳                   | 翻訳                     | 山田実                                                                |
| 効果                   |                          |                                                                       |
| 調整                   |                          |                                                                       |
| 制作                   | 制作                     | グロービジョン                                                        |
| 解説                   | 解説                     | 高島忠夫                                                              |
| 初回放送               | 初回放送                 | 1974年11月15日 『ゴールデン洋画劇場』                                 |